# アオサ科
アオサ科（学名：Ulvaceae）は、アオサ藻綱アオサ目の科の1つ。食用海藻のアオノリやアオサなどが含まれる。

## 分類
アオサ科の属とその代表種を列挙する。
- Blidingia ヒメアオノリ属
  - ホソヒメアオノリ B. chadefaudii、ヒメアオノリ B. minima
- Percursaria ペルクルサリア属
  - P. percursa
- Ulva アオサ属 - Syn. Chloropelta ヒメボタンアオサ属、Enteromorpha アオノリ属
  - U. conglobata ボタンアオサ、U. intestinalis ボウアオノリ、U. lactuca オオバアオサ、U. pertusa アナアオサ、U. prolifera スジアオノリ、U. reticulata アミアオサ、U. tanneri ヒメボタンアオサ
- Ulvaria クロヒトエグサ属
  - U. fusca クロヒトエグサ
- Umbraulva ヤブレグサ属
  - U. amamiensis ウシュクアオサ、U. japonica ヤブレグサ